# Royal Antwerp Golf Club (Kapellen)
Le Royal Antwerp Golf Club  est un parcours de golf situé en Belgique. Construit en 1888 c'est le parcours le plus ancien du continent après le Golf de Pau.